# Sarijana
Sarijana (arab. سريانة, Sariyāna; fr. Seriana) – miasto w prowincji Batina w Algierii.
Przed uniezależnieniem się Algierii nosiło nazwę Pasteur.